# Коллеж Четырёх Наций
Коллеж Четырёх Наций, или Коллеж Мазарини (фр. Le collège des Quatre-Nations, Collège Mazarin) — бывший французский коллеж, часть исторического Парижского университета, расположенный на набережной Конти в центре Парижа. В начале XIX века в здании разместился Институт Франции.

## История

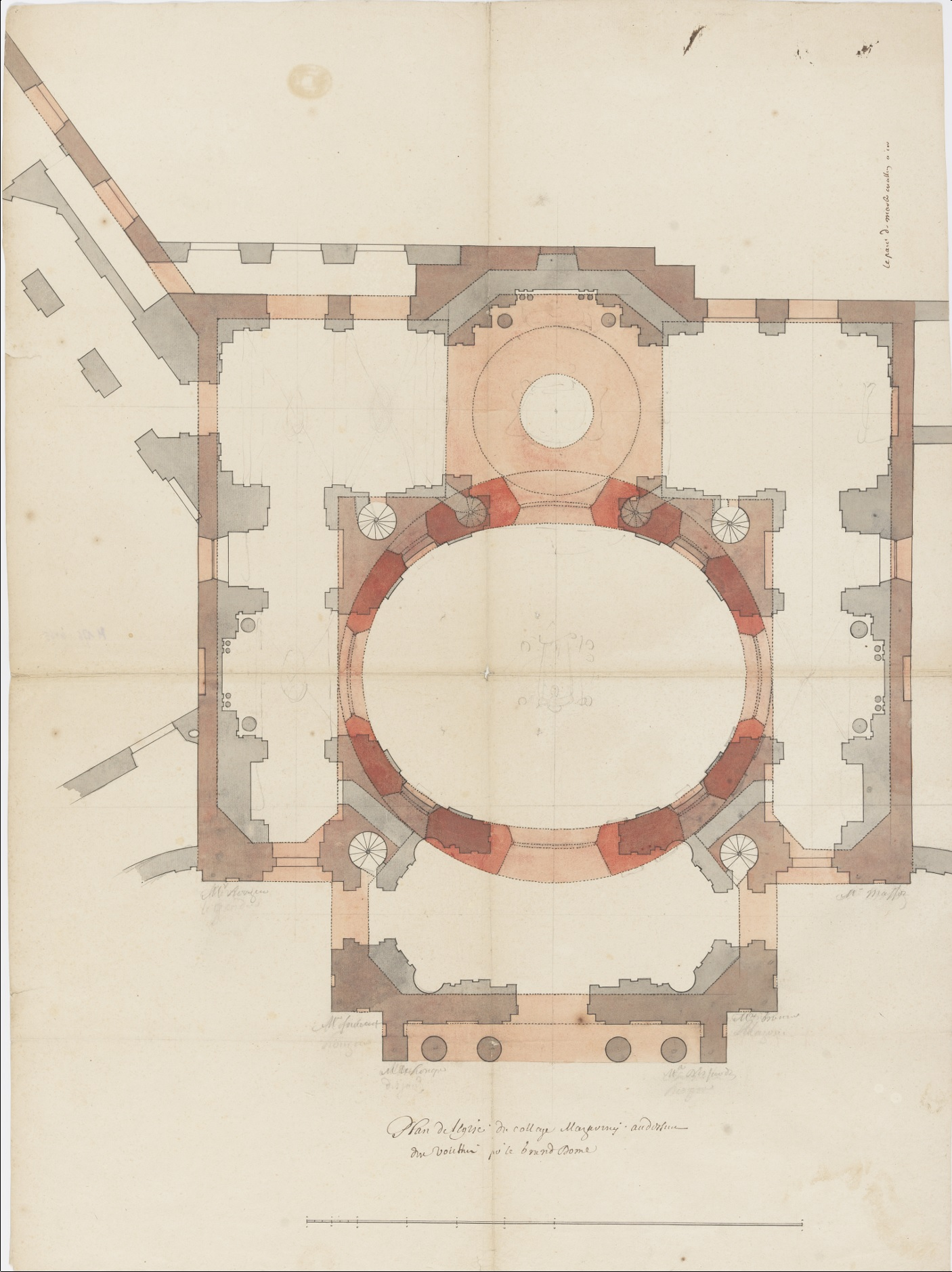
План здания Коллежа Мазарини

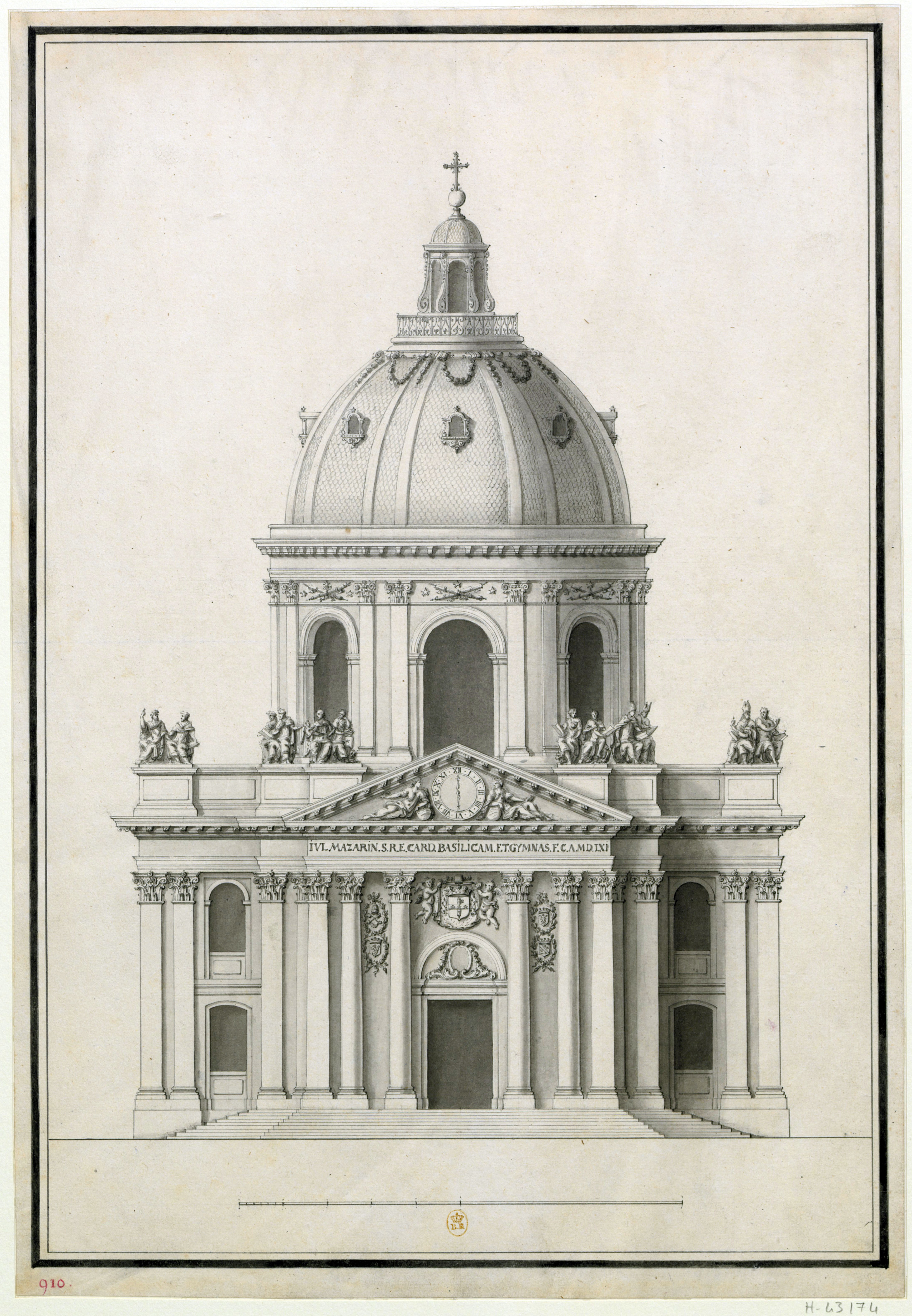
Главный фасад центральной части (бывшей Королевской капеллы). Чертёж Ф. Д’Орбе. После 1673

В своём завещании, от 6 марта 1661 года, кардинал и министр Мазарини передал значительные средства молодому королю Людовику XIV (два миллиона ливров) на сооружение коллежа для шестидесяти представителей дворянских родов из провинций, объединённых королевской властью в результате Вестфальского (1648) и Пиренейского (1659) мирных соглашений (откуда произошло имя — «Коллеж Четырёх Наций», которыми были Артуа, Эльзас, Пьемонт и Руссильон). Мазарини пожелал быть захороненным в капелле коллежа (как и его предшественник кардинал Ришельё в Сорбонне), а также завещал будущему коллежу свою личную библиотеку.
Первый министр Франции Жан-Батист Кольбер поручил королевскому архитектору Луи Лево составить планы здания, предложив разместить его напротив Лувра на противоположном берегу Сены. Строительство было осуществлено в 1661—1668 годах. Библиотека Мазарини была открыта для публики в 1691 году в восточном крыле здания коллежа.
Во время Великой французской революции в 1791 году королевский Коллеж был закрыт. С 1796 года в здании последовательно располагались одна из трёх высших парижских «Объединённых школ» (le collège de l’Unité), затем тюрьма, резиденция Комитета общественного спасения, затем Высшая центральная школа (l’École centrale supérieure) и, наконец, Школа изящных искусств (l’École des beaux-arts).
Школа была закрыта в 1802 году. В 1805 году император Наполеон I разместил в здании коллежа Институт Франции, образованный слиянием пяти академий: наук, словесности, изящных искусств, гуманитарных и политических наук. В 1805 году решением Наполеона Бонапарта Институт Франции покинул Лувр, где он тогда располагался, и занял бывший Коллеж Четырёх Наций — «Центральная школа Четырёх Наций». С 1862 года здание официально является памятником французской истории.

## Архитектура здания и гробница кардинала Мазарини
Здание, построенное в 1661—1668 годах по проекту Луи Лево является типичным памятником «стиля Людовика XIII» (первой половины XVII века, несмотря на относительно позднюю дату), предшествующего «большому стилю» золотого века Франции эпохи короля-солнце Людовика XIV. Здание облицовано серовато-жёлтым известняком с Арденнских гор. Оформлено согласно итальянской ордерной системе, пилястрами коринфского ордера, колонным портиком с треугольным фронтоном и большим куполом на круглом барабане. Эти детали сочетаются с типично «французскими окнами» в мелкую расстекловку, балюстрадами и сероватым сланцевым покрытием купола. Двухъярусный фасад имеет полуциркульный план, обращённый к набережной Сены. В наше время к зданию можно пройти по Мосту искусств (pont des Arts) через Сену, построенному по приказу Наполеона в 1801—1804 годах.
Латинская надпись, выгравированная на фризе портика, напоминает о происхождении памятника:
IVL.(IVS) MAZARIN.(VS) S.(ANCTÆ) R.(OMANÆ) E.(CCLESIÆ) CARD.(INALIS) BASILICAM. ET. GYMNAS.(IVM) F.(ACIENDVM) C.(VRAVIT) A.(NNO) M.D.C.L.X.I [MILLESIMO SEXCENTESIMO SEXAGESIMO PRIMO] (Жюль Мазарини, кардинал Священной Римской церкви, приказал построить эту королевскую церковь и этот колледж в 1661 году). На барабане купола помещён рельефный герб Мазарини: ликторская фасция и три звезды. Через вестибюль можно пройти в большой овальный двор, где по левой стороне располагается Библиотека Мазарини, по правой — Зал собраний академиков, переделанный архитектором Антуаном Водуайе из старой королевской капеллы.
В вестибюле высится монументальная гробница кардинала Мазарини, созданная по проекту архитектора Жюля Ардуэна-Мансара между 1689 и 1693 годами скульптором Антуаном Куазево при содействии Этьена Ле Онгра и Жана-Батиста Тюби. Однако памятник несколько раз переносили. После его демонтажа и осквернения в революционный период он был восстановлен для Музея французских памятников, затем передан в Версаль и, наконец, в Лувр, где он находился до 1964 года, прежде чем вернуться на свое первоначальное место после реставрации. Это кенотаф, потому что останки Мазарини были утрачены.

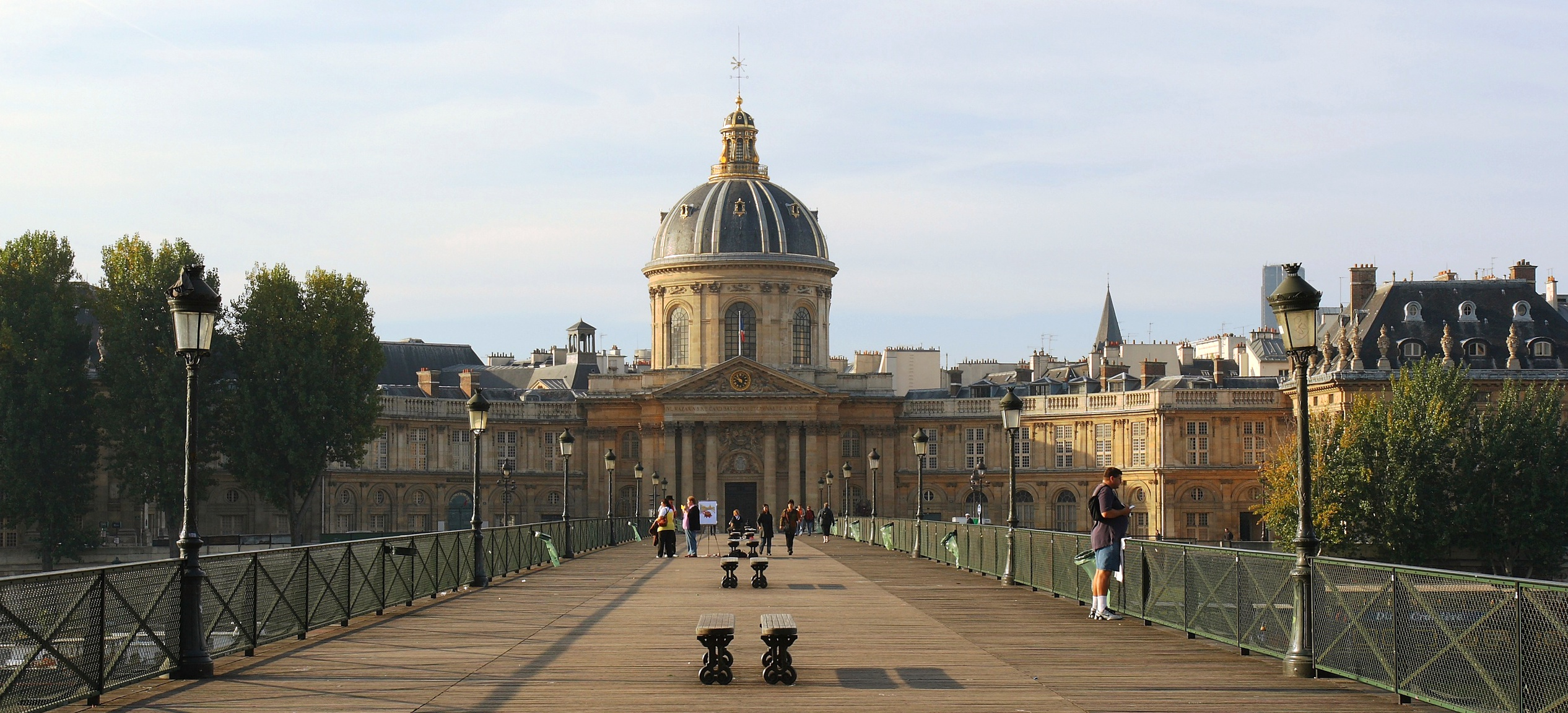
Институт Франции. Современный вид с Моста искусств
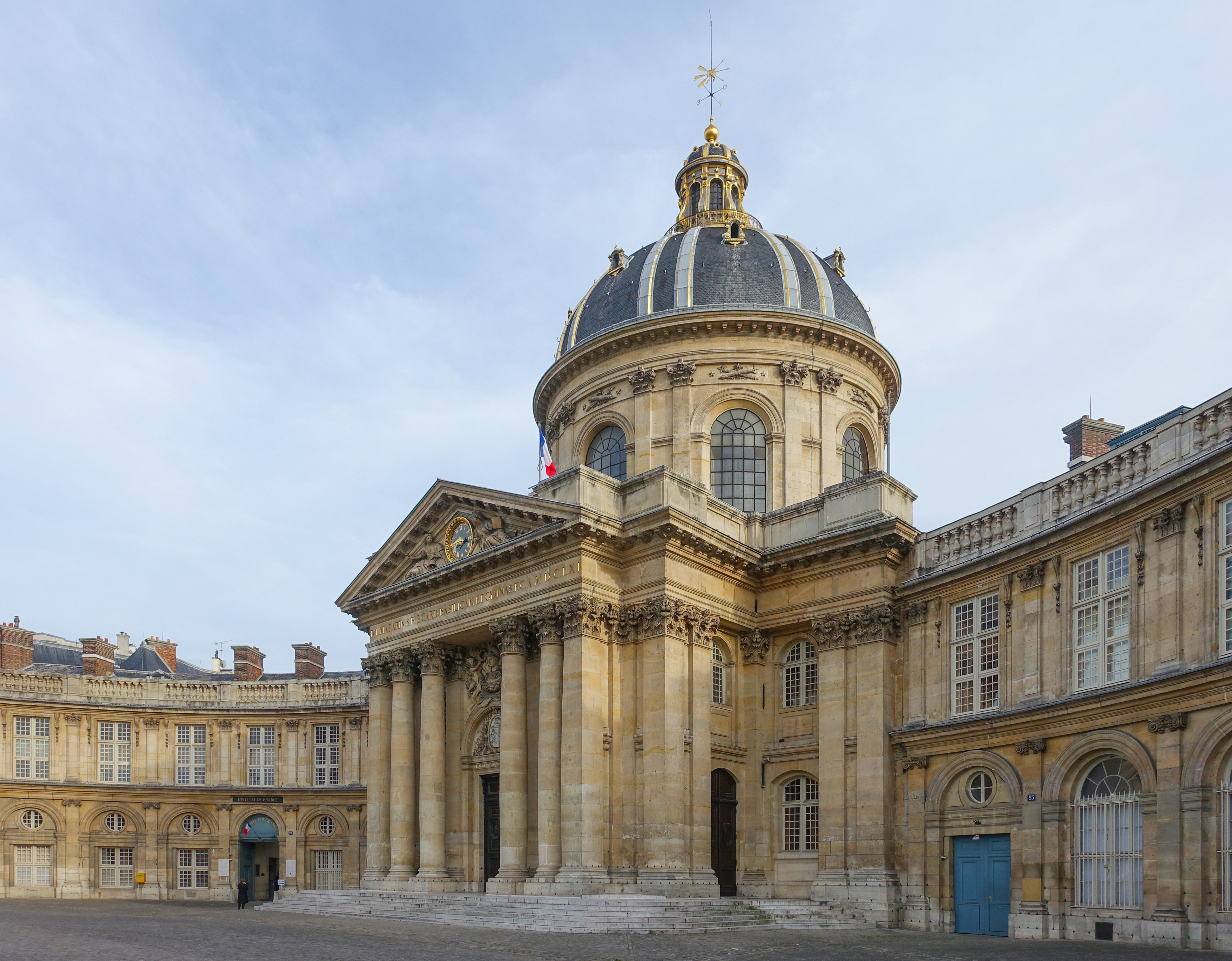
Центральная часть
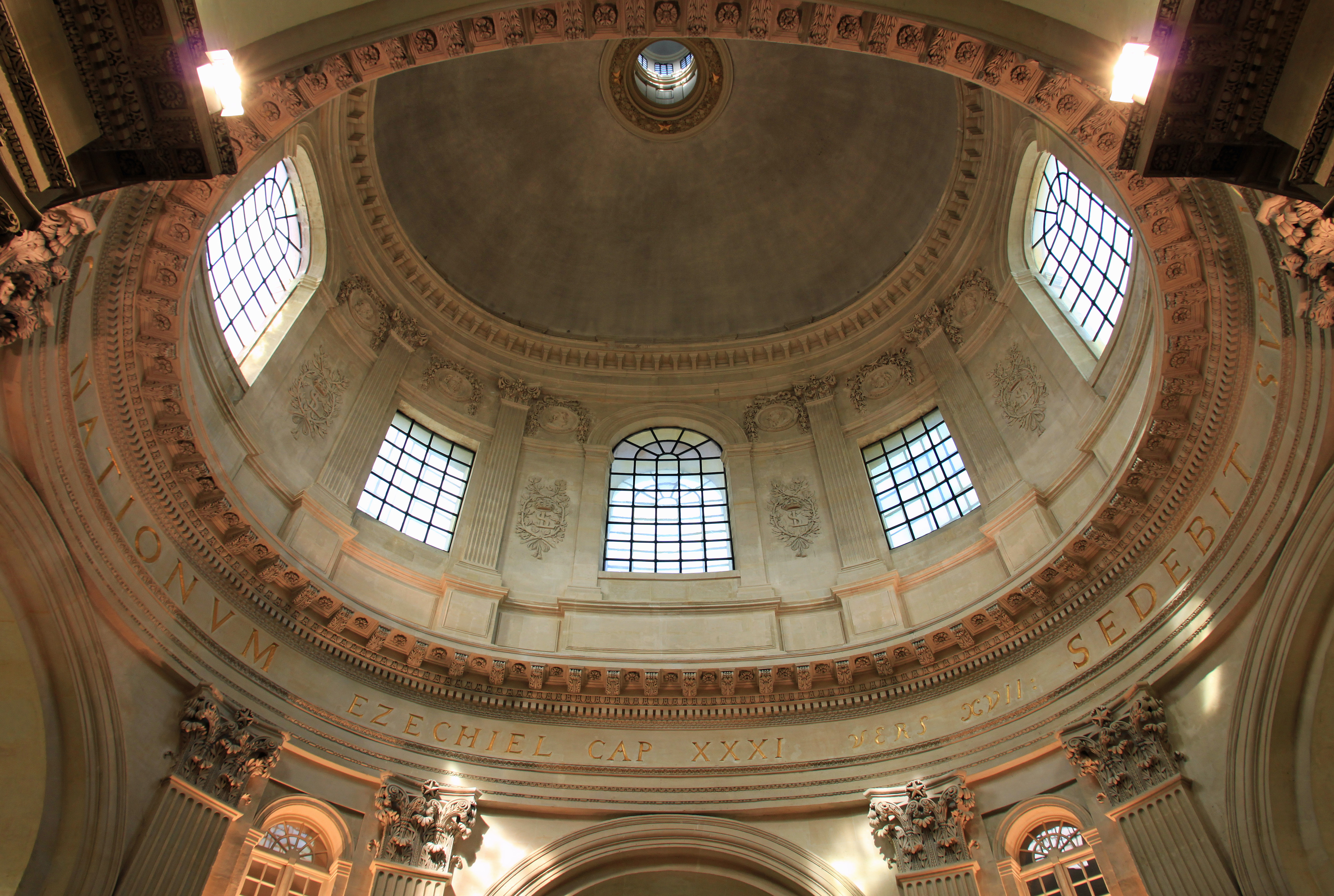
Вид купола
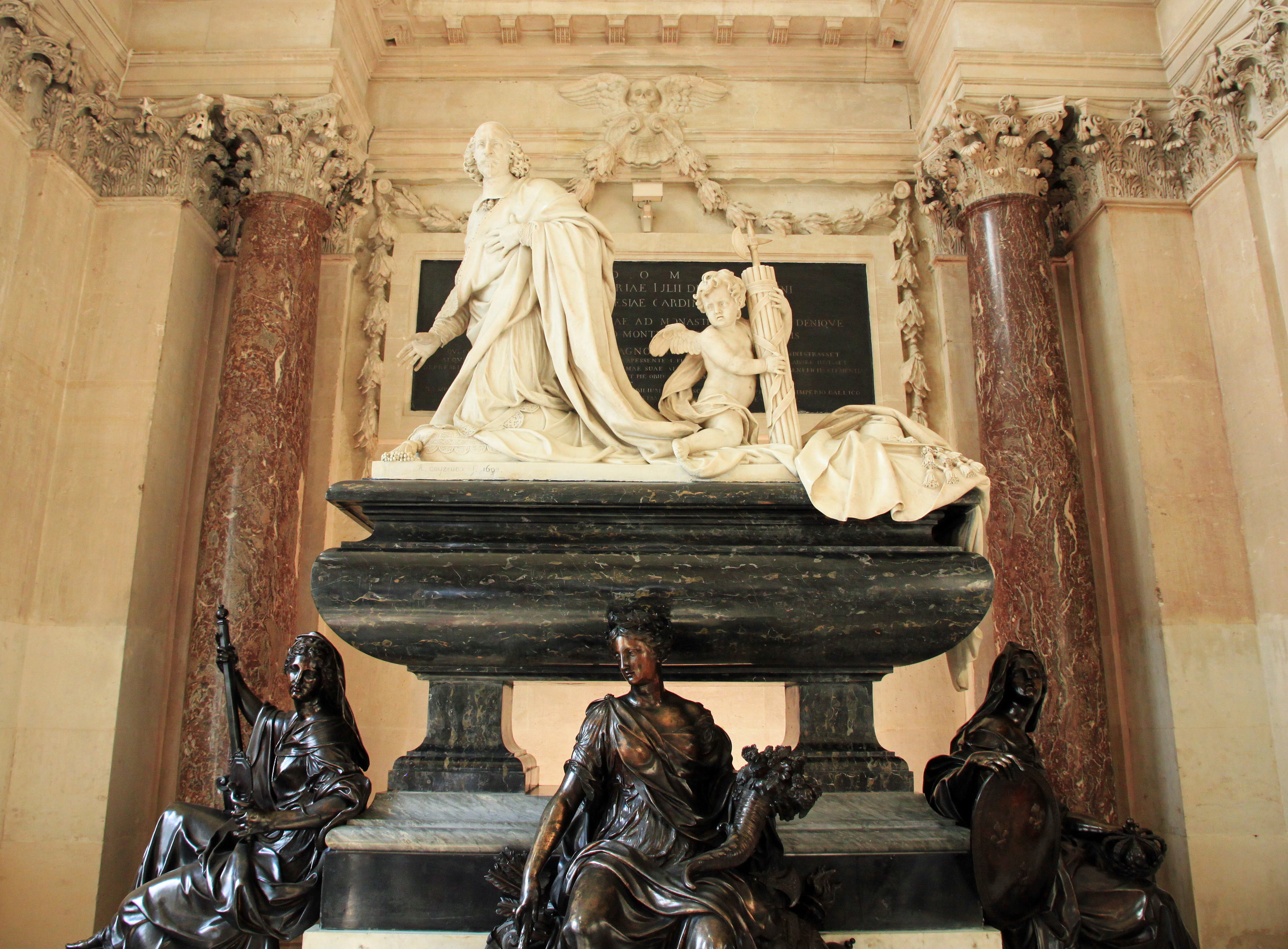
Кенотаф кардинала Мазарини. Между 1689 и 1693. А. Куазево, Э. Ле Онгр, Ж.-Б. Тюби
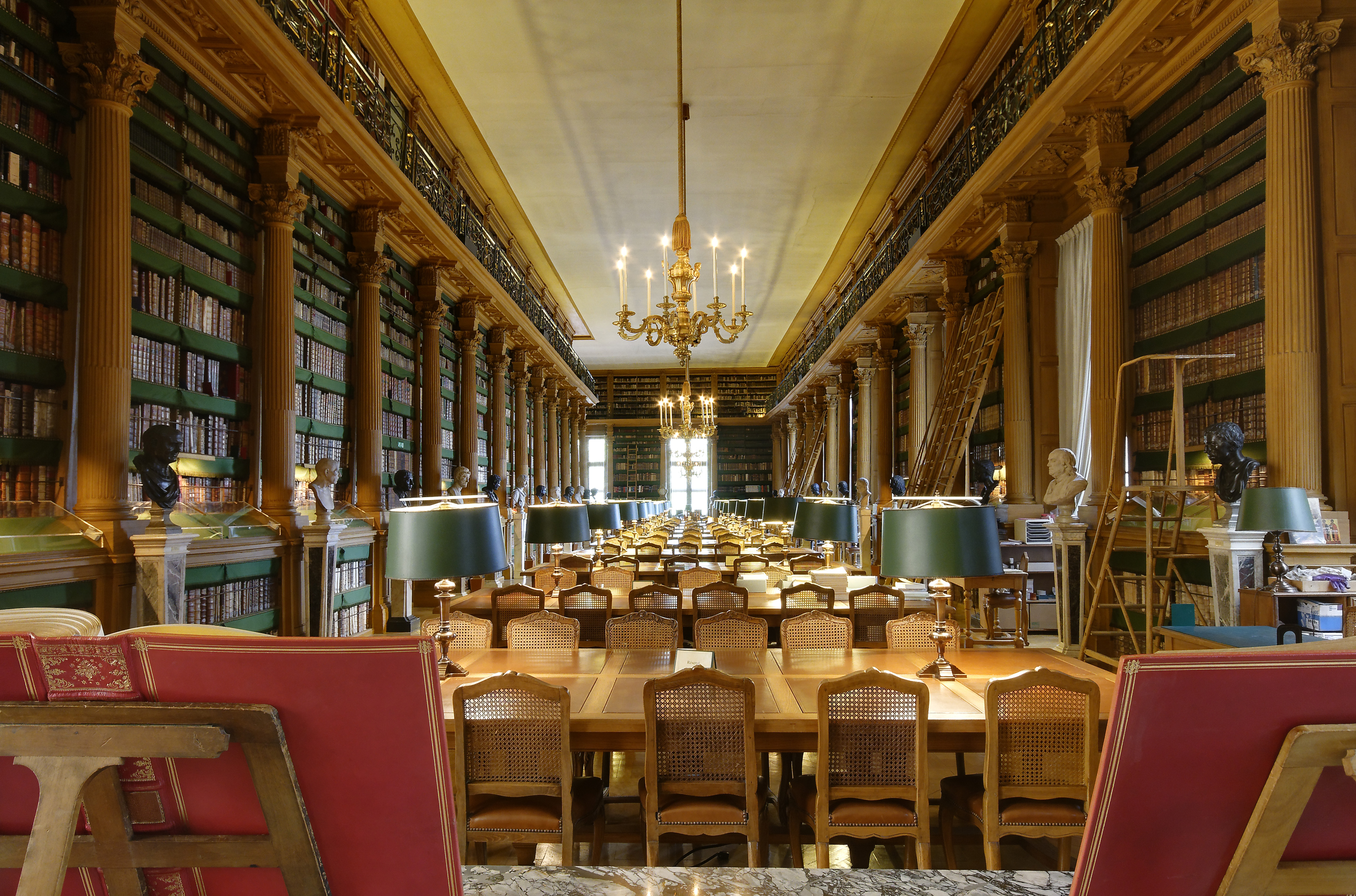
Библиотека Мазарини. Читальный зал
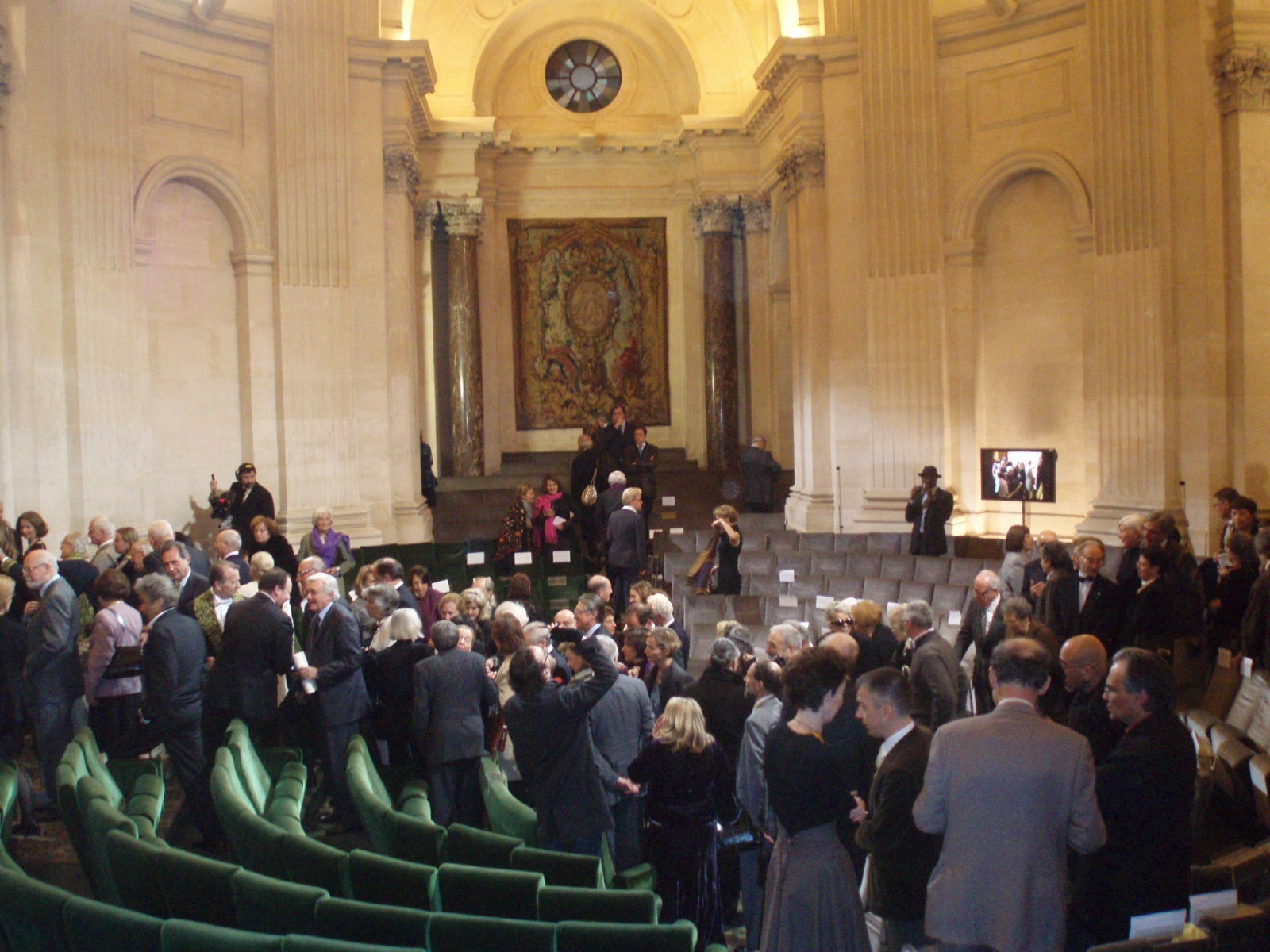
Зал академических собраний